# Soire
Die Soire ist ein kleiner Fluss in Frankreich, der in den Regionen Nouvelle-Aquitaine und Pays de la Loire verläuft. Sie entspringt an der Gemeindegrenze von Genneton und Argentonnay, entwässert generell Richtung Nordnordost und mündet nach rund 18 Kilometern bei Nueil-sur-Layon, im Gemeindegebiet von Lys-Haut-Layon als rechter Nebenfluss in den Layon. Auf ihrem Weg durchquert die Soire die Départements Deux-Sèvres und Maine-et-Loire.

## Orte am Fluss
(Reihenfolge in Fließrichtung)
- Le Grand Claire, Gemeinde Genneton
- La Mazure, Gemeinde Genneton
- La Ballolière, Gemeinde Val en Vignes
- Saint-Pierre-à-Champ, Gemeinde Val en Vignes
- Le Guinchereau, Gemeinde Passavant-sur-Layon
- Nueil-sur-Layon, Gemeinde Lys-Haut-Layon